# Hiza'iti Wedi Cheber
Hiza’iti Wedi Cheber is een stuwmeer in de Inderta woreda van Tigray in Ethiopië. De aarden dam werd gebouwd in 1997 door het Tigray Bureau of Agriculture and Natural Resources.

## Eigenschappen van de dam
- Hoogte: 14,5 meter
- Lengte: 598 meter
- Breedte van de overloop: 30 meter
- Oorspronkelijke capaciteit: 1 240 000 m³
- Gepland irrigatiegebied: 80 ha
- Effectief irrigatiegebied in 2002: 50 ha

## Omgeving
Het stroomgebied van het reservoir is 33 km² groot, met een omtrek van 24,6 km en een lengte van 6910 meter. Het reservoir ondergaat snelle sedimentafzetting. De gesteenten in het bekken zijn Kalksteen van Antalo en Doleriet van Mekelle. Een deel van het water gaat verloren door insijpeling; een positief neveneffect hiervan is dat dit bijdraagt tot het grondwaterpeil. De hele vallei stroomafwaarts to in Chalacot heeft voordeel van dit doorsijpelend water, dat in vele bronnen tevoorschijn komt en dan gebruikt wordt voor irrigatie.